# Rokycany
Rokycany é uma cidade checa localizada na região de Plzeň, distrito de Rokycany.